# Chrysopilus modestus
Chrysopilus modestus är en tvåvingeart som beskrevs av Friedrich Hermann Loew 1872. Chrysopilus modestus ingår i släktet Chrysopilus och familjen snäppflugor. Inga underarter finns listade i Catalogue of Life.